# 平野川
平野川（ひらのがわ）は、大阪府の柏原市、八尾市および大阪市を流れる淀川水系の一級河川。

## 地理
大阪府柏原市古町の大和川右岸にある取水口を水源（一級河川の起点）とし北流。大阪市城東区森之宮と城東区中浜の境界で第二寝屋川に合流する。了意川（りょういがわ）、百済川（くだらがわ）、河内川あるいは竜華川（りゅうげがわ）とも呼ばれていた。

## 歴史
かつては旧大和川（久宝寺川）から分岐し、ほぼ現在の流域に沿い、千間川（今川）、猫間川などと合流し、寝屋川に注いでいた。 戦国時代以降は石山本願寺・大坂城の東側へ回り込み、外濠として機能していた。
河川名の由来となった平野郷の外濠や、平野郷全体を取り囲んでいた環濠水路の水源でもあった。また、正覚寺城の外濠としても機能していた。
大和川の付け替え以前は現在よりも幅の大きな川であり、元和6年（1620年）と寛永10年（1633年）に立て続けに大洪水が起き、流域の柏原村も大きな被害を受ける。平野郷の豪商であり、当時一帯の代官であった末吉孫左衛門長方は平野川に舟を通して物資を輸送させ、その利益を柏原村の復興にあてることを考えた。こうして「柏原舟」とよばれる物資運搬船が京橋と柏原を行き来するようになった。 柏原舟の成功は他の河川流域における水運を促すきっかけにもなった。
1704年に大和川の付け替えが行われたことにより、平野川は一旦水源を失うことになる。流域の村は樋を設けて水を流す事を幕府に願い出るも、幕府の許可が出る前に干害が起こってしまう。弓削村の庄屋・西村市郎衛門は幕府に無許可で樋を設けて井路川水路を設置したため捕らえられて客死、一家は断絶となった。
江戸時代を通じて水運は盛んであったが、大和川付替え以降は川幅が細くなり、土砂が堆積し、さらに鉄道など他の交通手段の発展に伴い、柏原舟は明治時代末頃には姿を消した。
大和川付替え以降でも大雨が降るとたびたび氾濫し洪水をひき起こしていた。そのため治水工事が度々行われ、大正年間には曲がりくねる平野川を直線化し周囲を区画整理する工事により現在のような河道となった。その過程で猪飼野には工事に従事した朝鮮人がそのまま住み朝鮮人街を形成した。さらに抜本的な対策として、昭和4年（1929年）に平野川分水路（城東運河）の開削が開始された。一旦は戦争の激化で工事が中断されたが、昭和33年（1958年）に竣工した。

## 支流
- 空港放水路
- 平野川分水路
  - 加美巽川
- 今川
  - 駒川
  - 鳴戸川

## 流域の自治体
大阪府
柏原市、八尾市、大阪市平野区、東住吉区、生野区、東成区、城東区

## 流域にある施設等
柏原市
- 近鉄柏原南口駅
- 旧奈良街道 （柏原市内はほぼ並行する）
- 柏原警察署
- 柏原市立柏原小学校、柏原保育所
- 三田家（さんだけ）住宅（国の重要文化財）

ここのすぐ上流に「柏原舟」の方向転換場所の跡（児童公園）がある。
八尾市
- 陸上自衛隊八尾駐屯地（敷地内を流れる）
- 八尾空港
- 旧八尾南高等学校
- 八尾市立亀井中学校（付近で大正川と合流）
- 近畿自動車道、大阪中央環状線

平野区
- 大阪市立長吉六反小学校、長吉六反中学校
- 平野公園
- 国道25号交差部
- 杭全神社
- 大阪市立平野青少年会館
- JR大和路線交差部、JR平野駅（少し離れている）

生野区

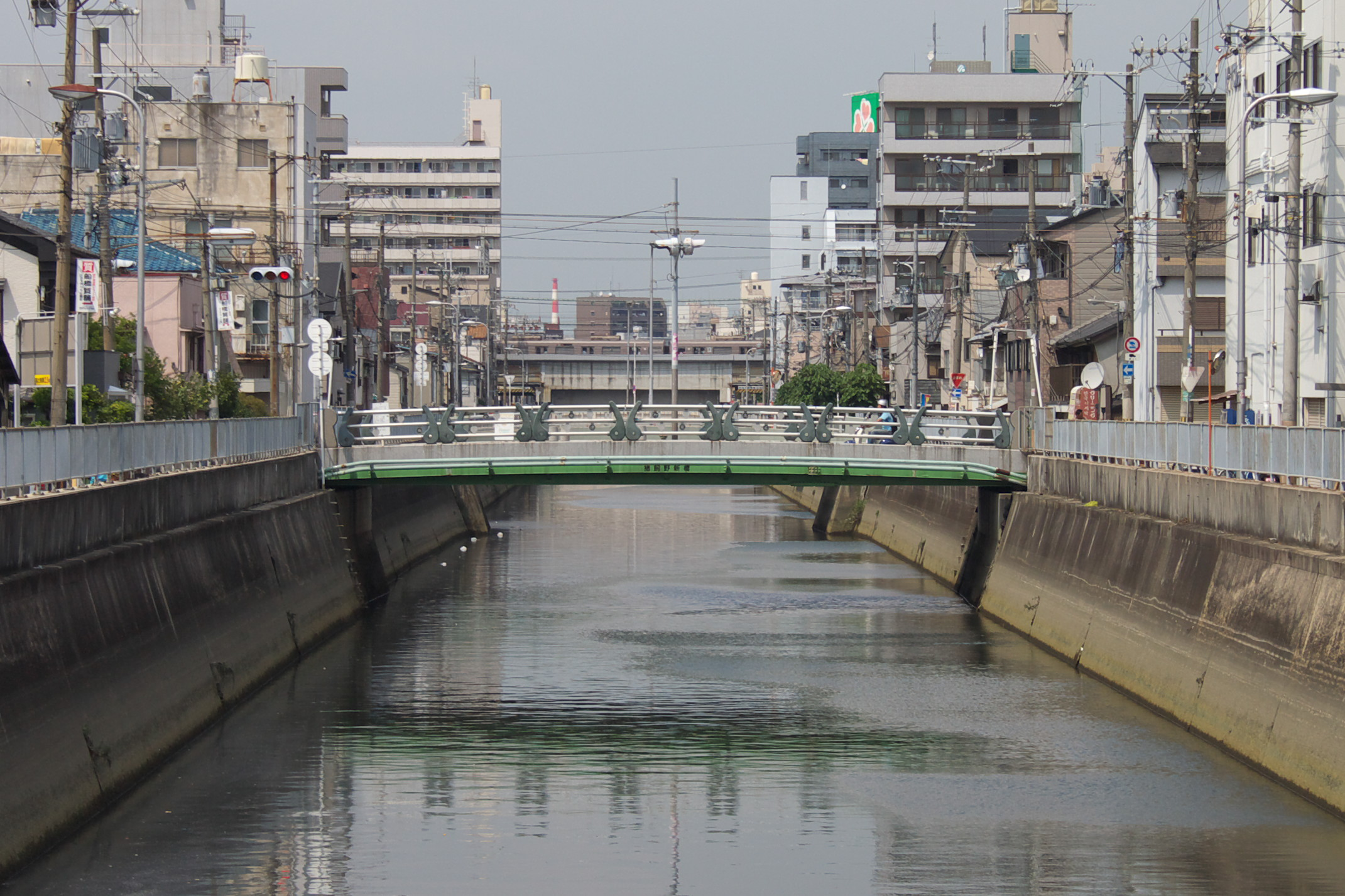
猪飼野新橋（生野区）

- 国道479号交差部（付近で城東運河と分岐）

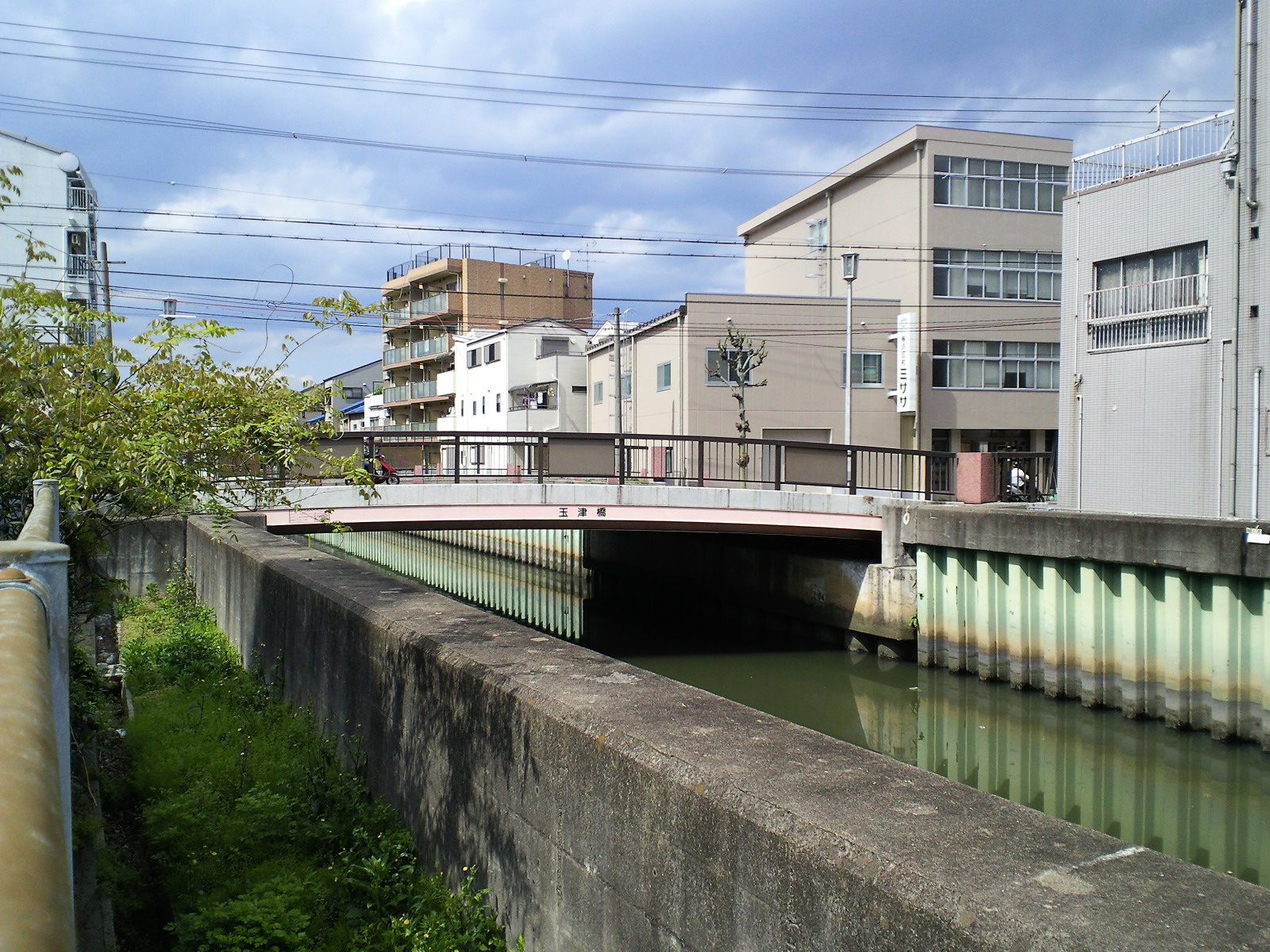
玉津橋（東成区）

- 大阪市中央卸売市場東部市場
- 大阪市立生野南小学校（付近で今川と合流）
- 大阪市立舎利寺小学校
- 大池橋交差点
- 俊徳橋
- 御幸橋・御幸通東商店街
- 猪飼野新橋

東成区
- 近鉄大阪線交差部
- 千日前通、ライフ今里店
- 国道308号交差部
- 玉津橋
- 中央大通交差部

城東区
- 中浜下水処理場（付近で第二寝屋川に合流）